# Boys of the Lough
Die Boys of the Lough sind eine der am längsten bestehenden britischen Bands des keltischen Folk. Sie wurde Anfang der 1970er Jahre gegründet.

## Bandgeschichte

### Die 1960er Jahre
In den 1960ern war die Forest Hill Bar in Edinburgh ein Treffpunkt für Folk-Sänger und -Instrumentalisten. Hier trafen sich auch der Fiddler Aly Bain, der Gitarrist Mike Whelans und der Sänger Dick Gaughan zu Sessions. Zur gleichen Zeit musizierte Cathal McConnell, der aus einer Familie von Flötenspielern im irischen County Fermanagh kam, gemeinsam mit Tommy Gunn und Robin Morton. Diese beiden Ensembles lernten sich auf dem Falkirk Folk Festival in Schottland kennen und gründeten die Boys of the Lough.

### Die 1970er Jahre
Die Besetzung ihres ersten Albums Boys of the Lough (1972) bestand aus Aly Bain (Fiddle), Cathal McConnell (Flöte), Dick Gaughan (Gesang und Gitarre) and Robin Morton (Flöte). Gaughan verließ anschließend die Band, um eine Solokarriere voranzutreiben, und Dave Richardson (Mandoline) kam hinzu. In dieser Besetzung spielte die Band ihre nächsten sechs Alben ein. Sie spielten Instrumentalstücke und Songs, gemäß ihrer Besetzung in gleichen Teilen aus traditionellen irischen wie schottischen Quellen. Ihre Konzertreisen ins Ausland führten sie vor allem nach Amerika, wo sie als ein schottisches Äquivalent der Chieftains gesehen wurden.

### Die 1980er Jahre
Die Tour 1978/79 der Boys of the Lough war als Abschlusstournee angekündigt worden, aber bereits zwei Jahre später meldete sich die Band mit dem Album Regrouped (1980) wieder. Robin Morton hatte die Band verlassen, um das schottische Musik-Label Temple Records zu gründen. Dafür waren zur Regrouped-Besetzung drei neue Mitglieder gekommen, darunter John Coackley (Fiddle), der die folgenden zwölf Jahre dabei bleiben sollte, und Christy O’Leary (Dudelsack), der vorher mit De Dannan auf Tour war.

### Die 1990er Jahre
1992 traten die Boys of the Lough in der Carnegie Hall auf. Nach 32 Jahren ist Mitbegründer Aly Bain seit dem Album Lonesome Blues and Dancing Shoes (2002) nicht mehr dabei. Auf den beiden neuesten Alben ist von den Gründern der Band nur noch Cathal McConnell zu hören.

## Diskografie
- Boys of the Lough (1972)
- Second Album (1973)
- Live at Passim’s (1974)
- Lochaber No More (1976)
- The Piper’s Broken Finger (1976)
- Good Friends … Good Music (1977)
- Wish You Were Here (1978)
- Regrouped (1980)
- In the Tradition (1981)
- Open Road (1983)
- To Welcome Paddy Home (1985)
- Far From Home – Live (1986)
- Farewell and Remember Me (1987)
- Sweet Rural Shade (1988)
- Live at Carnegie Hall (1992)
- The Fair Hills of Ireland (1992)
- The Day Dawn (1994)
- The West of Ireland (1999)
- Lonesome Blues and Dancing Shoes (2002)
- Twenty (2005)